# Georges Parent
Georges Parent (Tresserve, 15 de setembre de 1885 - Saint-Germain-en-Laye, 22 d'octubre de 1918) va ser un ciclista francès, professional des del 1907 fins al 1914. Es va especialitzar en el mig fons, en què va aconseguir tres Campionats del Món de l'especialitat.
Parent, va ser ferit i condecorat durant la Primera Guerra Mundial, i va morir a causa de la grip espanyola poques setmanes de firmar-se Armistici.

## Palmarès
- 1908
  -  Campió de França de Mig fons
- 1909
  -  Campió del Món de Mig fons
  -  Campió de França de Mig fons
- 1910
  -  Campió del Món de Mig fons
  -  Campió de França de Mig fons
- 1911
  -  Campió del Món de Mig fons